# In Salah
In Salah (talvolta Aïn Salah, I-n-Salah o Ayn Şalih; arabo: عين صالح) è un'oasi nella provincia di In Salah, capoluogo dell'omonimo distretto, in Algeria.

## Infrastrutture e trasporti
L'Aeroporto di In Salah connette l'oasi con la capitale Algeri e Tamanrasset.